# Anyon
Enion lub anyon (z ang. any – cokolwiek) – kwazicząstka, która nie jest bozonem ani fermionem, czyli podlega statystyce innej niż statystyka Bosego-Einsteina i statystyka Fermiego-Diraca. Eniony są użyteczne, m.in. przy opisie modelu kwantowego efektu Halla. Długo pozostawały kwazicząstkami hipotetycznymi, póki ich istnienie nie zostało potwierdzone doświadczalnie w kwietniu 2020. Elementarne eniony mogłyby istnieć w przestrzeni dwuwymiarowej (wartości własne operatora inwersji mogą być w niej różne od 1 i –1).

## Literatura
- Frank Wilczek: Quantum Mechanics of Fractional-Spin Particles, Phys. Rev. Lett. 49, 957-959 (1982)
- Frank Wilczek: Fractional Statistics and Anyon Superconductivity (World Scientific Publishing Company – 1990 – ISBN 981-02-0049-8